# To był rok!
To był rok! – polski program rozrywkowy oparty na holenderskim formacie A Year to Remember (emitowanym po raz pierwszy w Holandii jako Oh, wat een jaar!) emitowany w latach 2019–2021 na antenie TVP1. Pierwsze dwie serie programu prowadziła Marzena Rogalska, a trzecią Tomasz Kammel.

## Ekipa

### Prowadzący
| Prowadzący       | Seria | Seria | Seria |
| Prowadzący       | 1.    | 2.    | 3.    |
| ---------------- | ----- | ----- | ----- |
| Tomasz Kammel    |       |       | ●     |
| Marzena Rogalska | ●     | ●     |       |

### Kapitanowie drużyn
| Kapitan             | Seria | Seria | Seria |
| Kapitan             | 1.    | 2.    | 3.    |
| ------------------- | ----- | ----- | ----- |
| Izabella Krzan      |       |       | ●     |
| Tomasz Wolny        |       |       | ●     |
| Maciej Kurzajewski  |       | ●     |       |
| Katarzyna Zielińska |       | ●     |       |
| Anna Mucha          | ●     |       |       |
| Antoni Królikowski  | ●     |       |       |

## Spis serii
| Seria | Seria | Sezon       | Odcinki    | Pierwszy odcinek | Ostatni odcinek | Średnia oglądalność |
| ----- | ----- | ----------- | ---------- | ---------------- | --------------- | ------------------- |
|       | 1.    | wiosna 2019 | 1–10 (10)  | 8 marca 2019     | 26 maja 2019    | 1,873 mln           |
|       | 2.    | wiosna 2020 | 11–20 (10) | 15 marca 2020    | 31 maja 2020    | 2,032 mln           |
|       | 3.    | wiosna 2021 | 21–30 (10) | 14 marca 2021    | 6 czerwca 2021  | 1,721 mln           |

## Lista odcinków

### Seria pierwsza
| Numer w serii | Numer ogółem | Rok  | Drużyna Anny         | Drużyna Antoniego     | Gość muzyczny                                                          | Gość specjalny        | Data pierwszej emisji | Zwycięzcy                               |
| ------------- | ------------ | ---- | -------------------- | --------------------- | ---------------------------------------------------------------------- | --------------------- | --------------------- | --------------------------------------- |
| 1.            | 1.           | 1980 | Marek Piekarczyk     | Wanda Kwietniewska    | Agnieszka Włodarczyk                                                   | Władysław Kozakiewicz | 8 marca 2019          | Antoni Królikowski i Wanda Kwietniewska |
| 2.            | 2.           | 2000 | Michał Wiśniewski    | Anna Wyszkoni         | Cleo                                                                   | Mariusz Czerkawski    | 15 marca 2019         | Anna Mucha i Michał Wiśniewski          |
| 3.            | 3.           | 1985 | Paweł Królikowski    | Jacek Lenartowicz     | Dawid Kwiatkowski                                                      | Natalia Kukulska      | 7 kwietnia 2019       | Anna Mucha i Paweł Królikowski          |
| 4.            | 4.           | 1974 | Andrzej Supron       | Maria Szabłowska      | Ania Deko, Aleksandra Tocka, Maksymilian Łapiński, Maksymilian Kwapień | Jan Tomaszewski       | 14 kwietnia 2019      | Antoni Królikowski i Maria Szabłowska   |
| 5.            | 5.           | 1989 | Andrzej Krzywy       | Ewa Kasprzyk          | Patricia Kazadi                                                        | Grażyna Błęcka-Kolska | 21 kwietnia 2019      | Anna Mucha i Andrzej Krzywy             |
| 6.            | 6.           | 1965 | Witold Dębicki       | Teresa Lipowska       | Nick Sinckler                                                          | Krzysztof Janczar     | 28 kwietnia 2019      | Antoni Królikowski i Teresa Lipowska    |
| 7.            | 7.           | 1977 | Izabela Trojanowska  | Grażyna Wolszczak     | Halina Mlynkova                                                        | Krzysztof Baranowski  | 5 maja 2019           | Antoni Królikowski i Grażyna Wolszczak  |
| 8.            | 8.           | 2005 | Kajetan Kajetanowicz | Katarzyna Bujakiewicz | Cleo                                                                   | Jerzy Dudek           | 12 maja 2019          | Anna Mucha i Kajetan Kajetanowicz       |
| 9.            | 9.           | 1971 | Karol Strasburger    | Ewa Szykulska         | Antek Smykiewicz                                                       | Krzysztof Cugowski    | 19 maja 2019          | Anna Mucha i Karol Strasburger          |
| 10.           | 10.          | 1995 | Krzysztof Antkowiak  | Dorota Chotecka       | Ola Nizio                                                              | Kasia Stankiewicz     | 26 maja 2019          | Antoni Królikowski i Dorota Chotecka    |

### Seria druga
| Numer w serii | Numer ogółem | Rok  | Drużyna Katarzyny      | Drużyna Macieja      | Gość muzyczny        | Gość specjalny      | Data pierwszej emisji | Zwycięzcy                                    |
| ------------- | ------------ | ---- | ---------------------- | -------------------- | -------------------- | ------------------- | --------------------- | -------------------------------------------- |
| 1.            | 11.          | 1992 | Robert Rozmus          | Radosław Liszewski   | Marcin Sójka         | Magda Masny         | 15 marca 2020         | Katarzyna Zielińska i Robert Rozmus          |
| 2.            | 12.          | 2004 | Kevin Aiston           | Edyta Herbuś         | Danzel               | Otylia Jędrzejczak  | 22 marca 2020         | Maciej Kurzajewski i Edyta Herbuś            |
| 3.            | 13.          | 1986 | Mieczysław Hryniewicz  | Paweł Stasiak        | Małgorzata Ostrowska | Sławomir Łosowski   | 29 marca 2020         | Maciej Kurzajewski i Paweł Stasiak           |
| 4.            | 14.          | 1966 | Włodzimierz Zientarski | Andrzej Rybiński     | Ewelina Lisowska     | Marian Lichtman     | 5 kwietnia 2020       | Katarzyna Zielińska i Włodzimierz Zientarski |
| 5.            | 15.          | 1997 | Mikołaj Roznerski      | Natalia Kukulska     | Bartek Wrona         | Norbi               | 19 kwietnia 2020      | Katarzyna Zielińska i Mikołaj Roznerski      |
| 6.            | 16.          | 1976 | Joanna Bartel          | Urszula Dudziak      | Sound’n’Grace        | Jacek Wszoła        | 26 kwietnia 2020      | Katarzyna Zielińska i Joanna Bartel          |
| 7.            | 17.          | 2001 | Tomasz Iwan            | Michał Piela         | Rafał Brzozowski     | Apoloniusz Tajner   | 3 maja 2020           | Katarzyna Zielińska i Tomasz Iwan            |
| 8.            | 18.          | 1973 | Jan Tomaszewski        | Joanna Żółkowska     | Sargis Davtyan       | Halina Frąckowiak   | 10 maja 2020          | Maciej Kurzajewski i Joanna Żółkowska        |
| 9.            | 19.          | 1981 | Jolanta Fraszyńska     | Małgorzata Ostrowska | Sound’n’Grace        | Izabela Trojanowska | 24 maja 2020          | Katarzyna Zielińska i Jolanta Fraszyńska     |
| 10.           | 20.          | 1969 | Witold Paszt           | Grażyna Szapołowska  | Natalia Sikora       | Edward Hulewicz     | 31 maja 2020          | Katarzyna Zielińska i Witold Paszt           |

### Seria trzecia
| Numer w serii | Numer ogółem | Rok  | Drużyna Izabelli  | Drużyna Tomasza                  | Gość muzyczny      | Gość specjalny            | Data pierwszej emisji | Zwycięzcy                                       |
| ------------- | ------------ | ---- | ----------------- | -------------------------------- | ------------------ | ------------------------- | --------------------- | ----------------------------------------------- |
| 1.            | 21.          | 2002 | Cleo              | Anna Dereszowska                 | Marta Gałuszewska  | Michał Koterski           | 14 marca 2021         | Izabella Krzan i Cleo                           |
| 2.            | 22.          | 1975 | Krzysztof Tyniec  | Alicja Majewska                  | Nick Sinckler      | Andrzej Rosiewicz         | 21 marca 2021         | Tomasz Wolny i Alicja Majewska                  |
| 3.            | 23.          | 1994 | Marcin Miller     | Małgorzata Ostrowska-Królikowska | Piotr Cugowski     | Edyta Górniak             | 11 kwietnia 2021      | Tomasz Wolny i Małgorzata Ostrowska-Królikowska |
| 4.            | 24.          | 1988 | Marek Sierocki    | Katarzyna Figura                 | Mateusz Golicki    | Ewa Kasprzyk              | 25 kwietnia 2021      | Izabella Krzan i Marek Sierocki                 |
| 5.            | 25.          | 2008 | Tomasz Szczepanik | Joanna Jędrzejczyk               | Viki Gabor         | Piotr Kupicha             | 2 maja 2021           | Tomasz Wolny i Joanna Jędrzejczyk               |
| 6.            | 26.          | 1996 | Norbi             | Magdalena Wójcik                 | Alicja Szemplińska | Renata Mauer-Różańska     | 9 maja 2021           | Tomasz Wolny i Magdalena Wójcik                 |
| 7.            | 27.          | 1983 | Bogdan Kalus      | Jacek Borkowski                  | Filip Lato         | Urszula                   | 16 maja 2021          | Izabella Krzan i Bogdan Kalus                   |
| 8.            | 28.          | 1968 | Jerzy Zelnik      | Stanisław Banasiuk               | Sound’n’Grace      | Andrzej i Jacek Zielińscy | 23 maja 2021          | Tomasz Wolny i Stanisław Banasiuk               |
| 9.            | 29.          | 1999 | Daria Widawska    | Ewa Gawryluk                     | Nick Sinckler      | Grażyna Szapołowska       | 6 czerwca 2021        | Tomasz Wolny i Ewa Gawryluk                     |
| 10.           | 30.          | 1978 | Marek Siudym      | Tadeusz Chudecki                 | Olga Szomańska     | Ewa Florczak              | 6 czerwca 2021        | Izabella Krzan i Marek Siudym                   |